# Musée archéologique de l'ancienne Capoue
Le musée archéologique de l'ancienne Capoue est un musée archéologique situé au centre de Santa Maria Capua Vetere, province de Caserte en Campanie,.
La création du musée est née de la nécessité de présenter, selon les critères d'exposition les plus modernes, les matériaux mis au jour lors des fouilles réalisées dans la seconde moitié du XXe siècle sur le territoire de l'ancienne ville de Capoue, en plaçant lui-même en continuité avec le Musée campanien de Capoue.

## Lieu

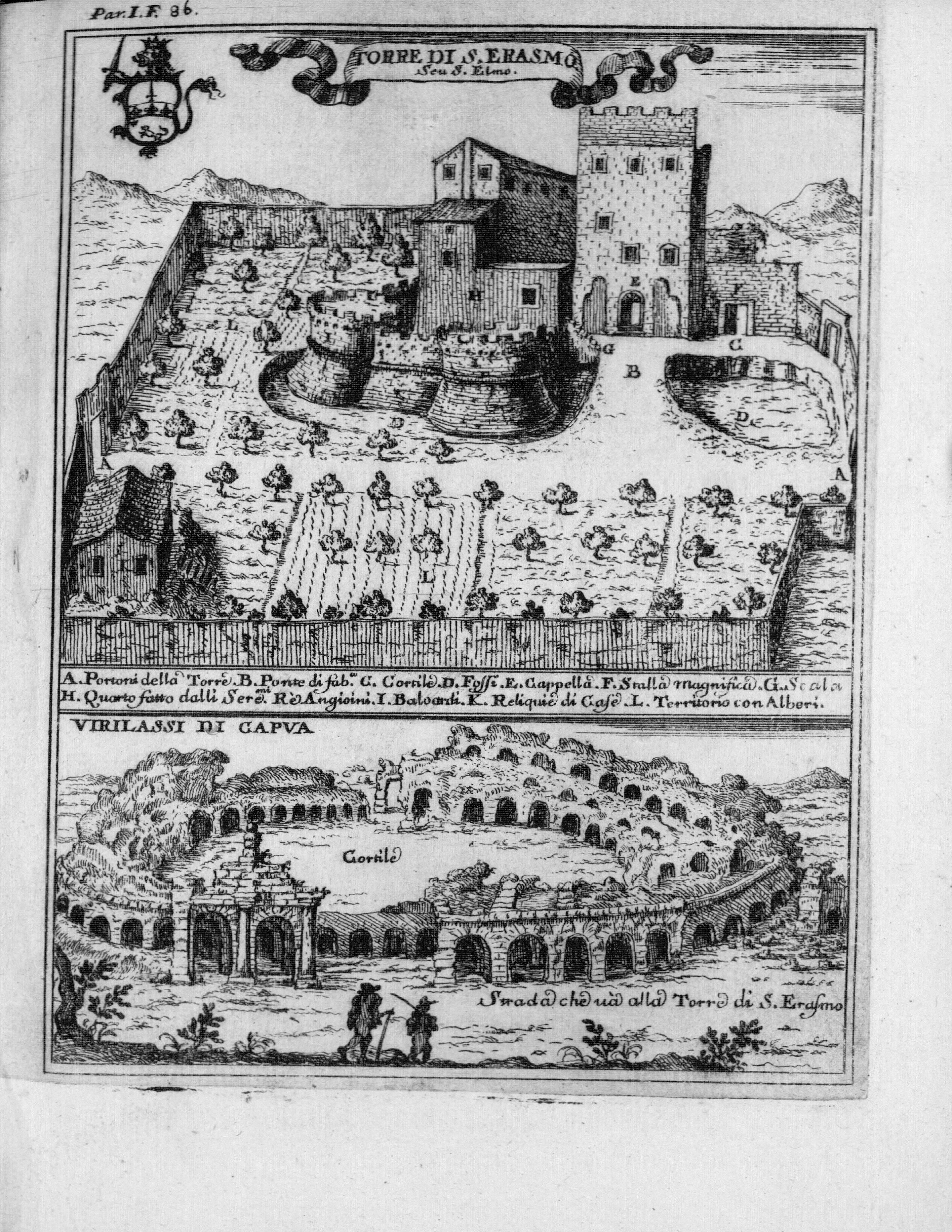
Torre e Sant'Erasmo (gravure de 1703).

Le musée est installé dans un complexe architectural du XIXe siècle qui se dresse sur les vestiges du Capitolium, dans la partie sud de l'ancien forum, et qui a incorporé la Torre di Sant'Erasmo (it), de l'époque médiévale. Ancienne caserne de cavalerie, elle appartient depuis 1981 au ministère de la Culture.
Le bâtiment, en maçonnerie de tuf avec un toit en pente en bois, se développe principalement autour d'une cour de forme carrée d'environ 2 800 m2. La cour, qui comporte un jardin central, abrite une partie des collections extérieures, avec des fragments de pierre, des sarcophages et une imposante mosaïque à thème marin, attribuable à des thermes romains situés non loin du forum de la ville.

## Historique
À partir des années 1980, on cherchait une nouvelle destination pour le bâtiment, qui fut confié à la Région Campanie et à la Surintendance Archéologique afin d'y installer le Museo del Casertano. Cependant, une fois que les orientations de la Surintendance archéologique ont changé, le musée inauguré en 1995 a été consacré uniquement à l'ancienne Capoue.
Depuis décembre 2014, le ministère de la Culture le gère par l'intermédiaire du Centre des musées de Campanie, devenu en décembre 2019 la Direction régionale des musées.
En 2022, un nouveau parcours muséal a été inauguré, créé avec l'exposition permanente intitulée I Segni del Paesaggio. L'Appia e Capua, qui marque le début de la section romaine du Musée.

## Collections
La visite suit une séquence chronologique et thématique qui emmène le visiteur dans un véritable voyage depuis la phase embryonnaire de la ville antique de Capoue, jusqu'aux gloires de l'époque samnite et de l'époque romaine, jusqu'à la décadence post-romaine. Le parcours est divisé en neuf salles consacrées à la préhistoire, à l'âge du fer, à l'époque archaïque, à la cité étrusque, aux chevaliers campaniens, aux sanctuaires et à l'affirmation de l'architecture monumentale.

### Hall d'entrée

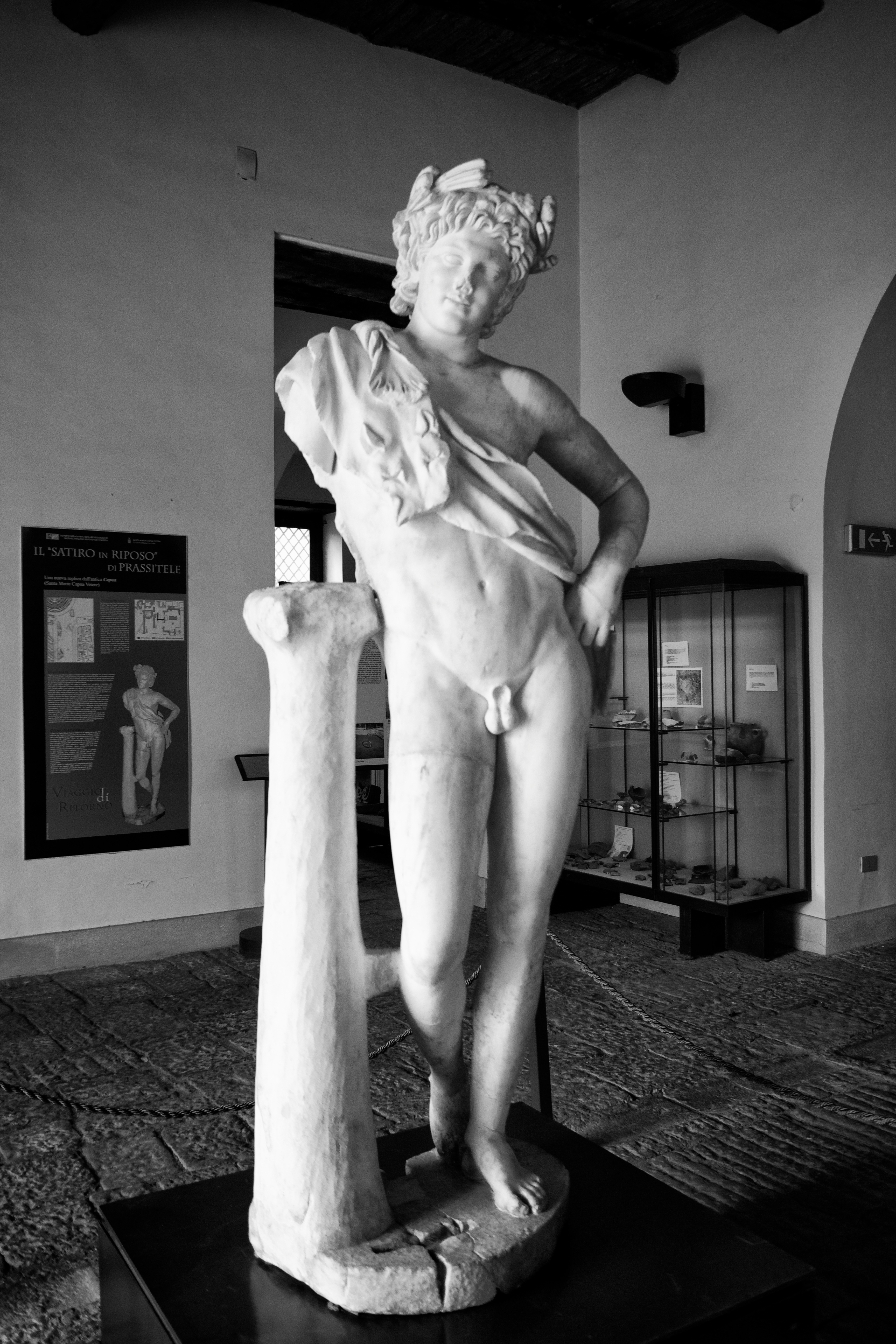
Le Satyre au repos.

Le hall d'entrée offre au visiteur la possibilité d'entrer, outre les salles d'exposition, également des environnements destinés aux activités pédagogiques et de laboratoire, à l'endroit où se dressaient autrefois la Torre di Sant'Erasmo et le Capitolium. 
Au centre de la salle se dresse la statue monumentale en marbre de Carrare du Satyre au repos, une copie romaine raffinée de la statue de Praxitèle. Le fleuron du musée, l'imposante sculpture, haute de 1,86 m et large de 0,76 m, était en très mauvais état lorsqu'elle a été découverte en 2002 sur la Piazza I Ottobre. Confié aux soins du laboratoire de restauration du musée archéologique national de Naples, il brille aujourd'hui d'une nouvelle vie, il ne lui manque que son bras droit. La réplique du musée de Capoue, attribuable à la première moitié du IIe siècle av. J.-C., présente des similitudes avec les Satyres conservés à la Ny Carlsberg Glyptotek de Copenhague et au musée du Capitole de Rome.

### Salles I-III: l'âge du fer
Les salles présentent des matériaux de l'âge du bronze trouvés dans la région de Capoue et des objets funéraires datant d'une période comprise entre les IXe et VIIe siècles av. J.-C., provenant de deux des principales nécropoles de l'âge du fer de Capoue : lanecropoli del Nuovo Mattatio  et la nécropole de Colle del Forno. 
À cette époque, le territoire était occupé par des populations de lignée ausonienne et étrusque qui avaient également des contacts avec le monde grec des colonies voisines de Pithécusses et Cumes. Divers objets funéraires sont présents : jarres décorées, effets personnels du défunt tels que rasoirs, fibules, pinces à tresses, bagues. Les coupes à chevrons ou à métopes d'oiseaux, importées et imitées localement, sont des témoins du contact avec le monde grec. Dans les grandes fibules aux étriers allongés et à l'arc décoré de perles de pâte de verre provenant de la tombe 365, on retrouve des traces de contact avec le monde étrusque méridional. De nombreux vases sont fabriqués sur place.

### Salle IV: Période orientalisante moyenne et récente
Dans la salle IV consacrée à la période orientalisante, est expliquée la forte influence de la Grèce antique entre les fin du VIIe et VIe siècles av. J.-C.. On y trouve des céramiques et des vases de type grec proto-corinthien et corinthien .

### Productions artisanales

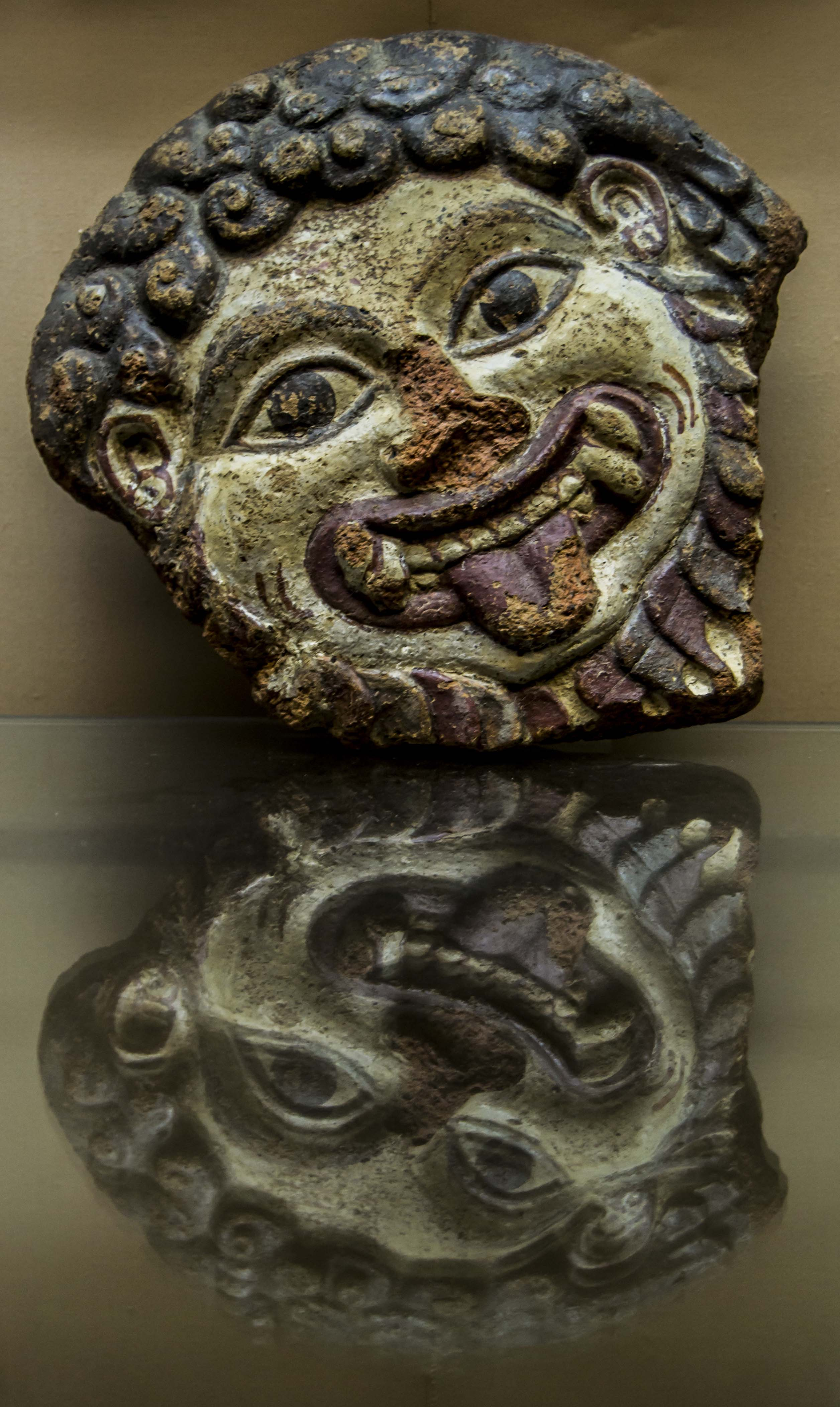
Décoration de toiture.

Le niveau de l'artisanat du bronze capouan était élevé.  Les Lébès et les vases ovoïdes confirment cette renommée. Il convient également de noter la forte production d'argile modelable, utilisée aussi bien pour la création de statues votives que pour la fabrication d'ustensiles alimentaires. 
Les décorations des toits sont également importantes, depuis les antéfixes de palmettes à celles avec une gorgone, à celles avec une tête féminine parmi des fleurs de lotus, à celle avec la tête d'Achélôos, à la dalle avec une gorgone courant, aux protomés,...

### Salle VII: l'époque archaïque et sous-archaïque

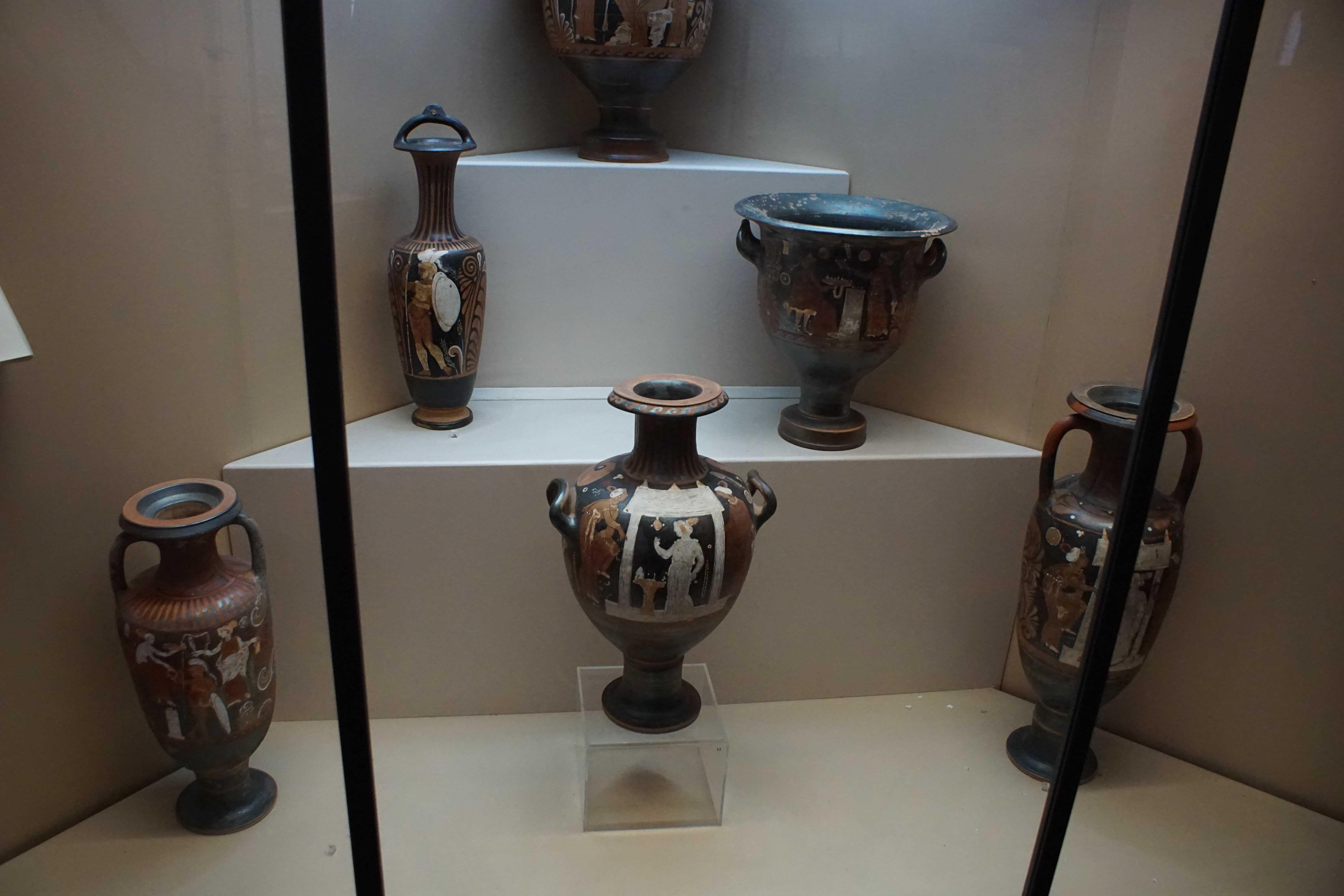
Vitrine avec des vases

La salle VII présente les objets les plus représentatifs de la période archaïque (575-525 av. J.-C.) et de la période subarchaïque (525-423 av. J.-C.) qui marquent l'apogée et le déclin de la civilisation étrusque. Au VIe siècle av. J.-C. les importations grecques se multiplièrent, les coupes ioniques ou celles des Petits Maîtres en témoignent. Les vases attiques prédominent, d'abord en figures noires, puis à figures rouges avec des représentations de mythes, également réalisées sur place.
Santa Maria Capua Vetere cerámica griega..JPG

### La période samnite

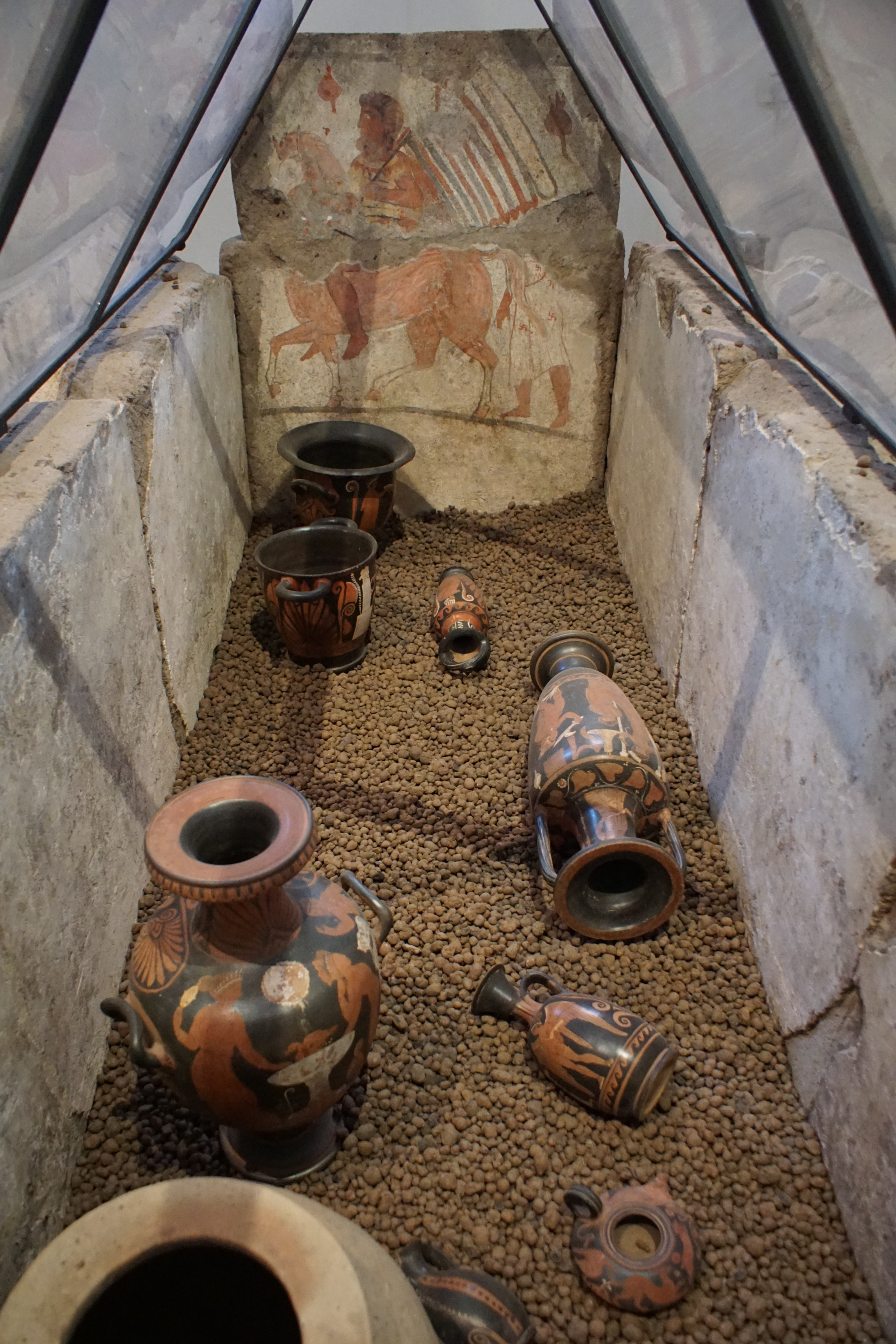
Intérieur d'un tombeau.

Vers le milieu du Ve siècle av. J.-C.(438 av. J.-C.), les Samnites s'établirent, initialement soumis aux Étrusques. 
C'est ainsi que naquit le peuple campanien qui s'empara de Capoue en 423. Les signes de cette période sont les ceintures, les lances ou les poignards, ainsi que les bijoux voyants en or et en argent. Il existe également de nombreuses tombes en tuf, dont les murs intérieurs sont souvent peints.

### Romanisation
À la suite de la trahison de Capoue sanmnite face à son allié Rome lors des événements des guerres puniques qui vit Capoue accueillir Hannibal Barca, les Romains reconquirent la ville en 211 et la privent de droits politiques et de terres fertiles. Bien que privée d'autonomie, Capoue continue de prospérer avec la production de parfums, de blé, de bronzes et de céramiques et n'interrompt pas le commerce avec la Méditerranée. La typologie des tombes change avec la stèle simplement inscrite, avec la figure en pied ou au pied du défunt, parfois accompagné des membres de la famille.

### Salle IX: les sanctuaires

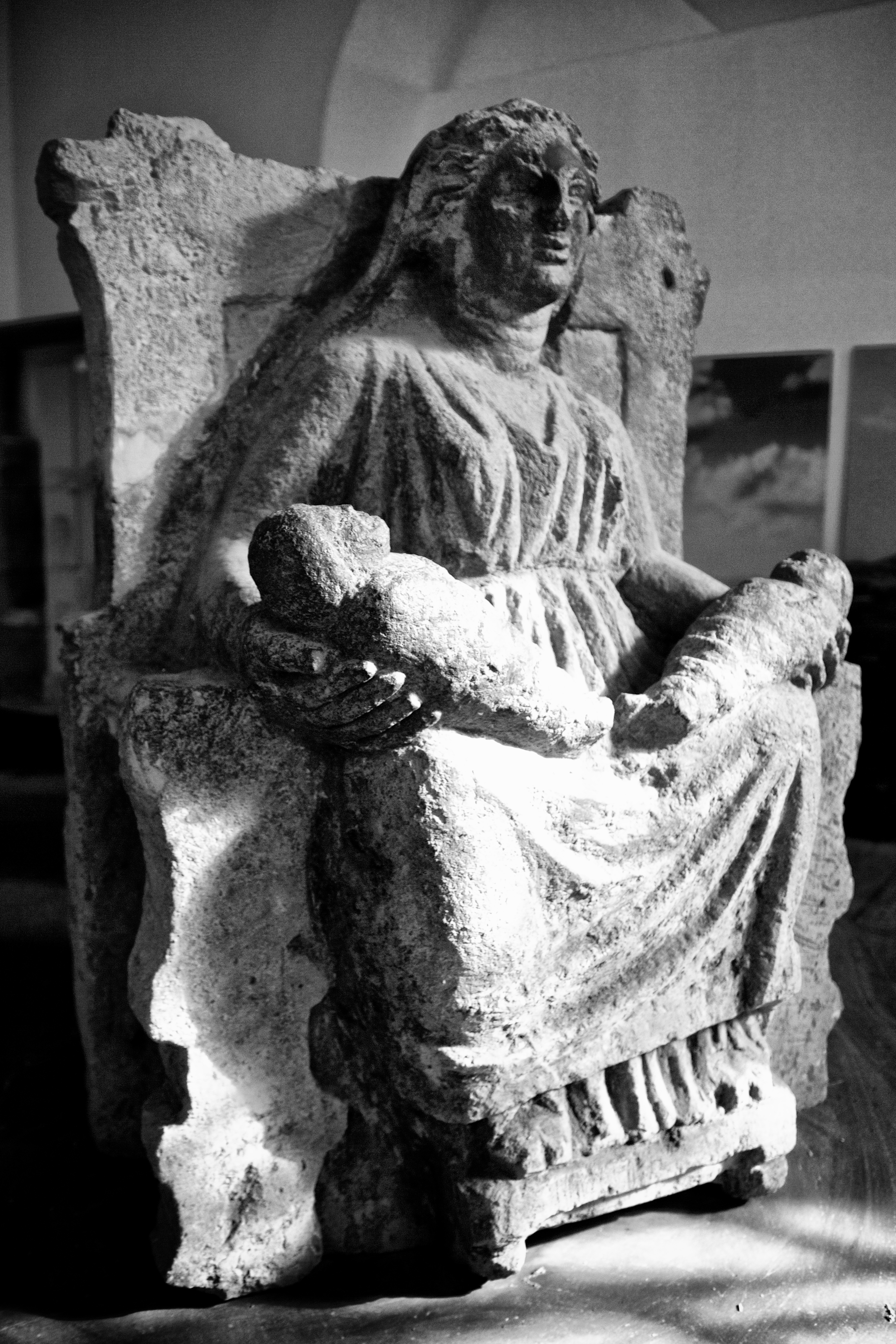
Mater Matuta.

Dans la dernière salle se trouvent les trouvailles des sanctuaires les plus célèbres de Capoue, celui de Diana Tifatina, la Diane vénérée à la Basilique Sant'Angelo in Formis et celui du Fonds Patturelli . On se souvient d'un sima (chéneau) à tête de lion, de la statue de Mater Matuta et de celle d'un torse de sphinx, toutes deux en tuf.

## La configuration renouvelée
À partir de 2022, l'exposition permanente présentera 100 œuvres conservées du milieu du siècle dernier et, dans certains cas même du début du siècle, dont beaucoup n'ont jamais été exposées auparavant et sont désormais présentées au public pour la première fois : portraits et imposantes statues de marbre, sculptures, fresques, sols en mosaïque, tombeaux, bornes milliaires et inscriptions représentant les témoins parlants de la Voie Appienne le long de son parcours dans la Capoue romaine. 

### Statues de Denys et Septime Sévère

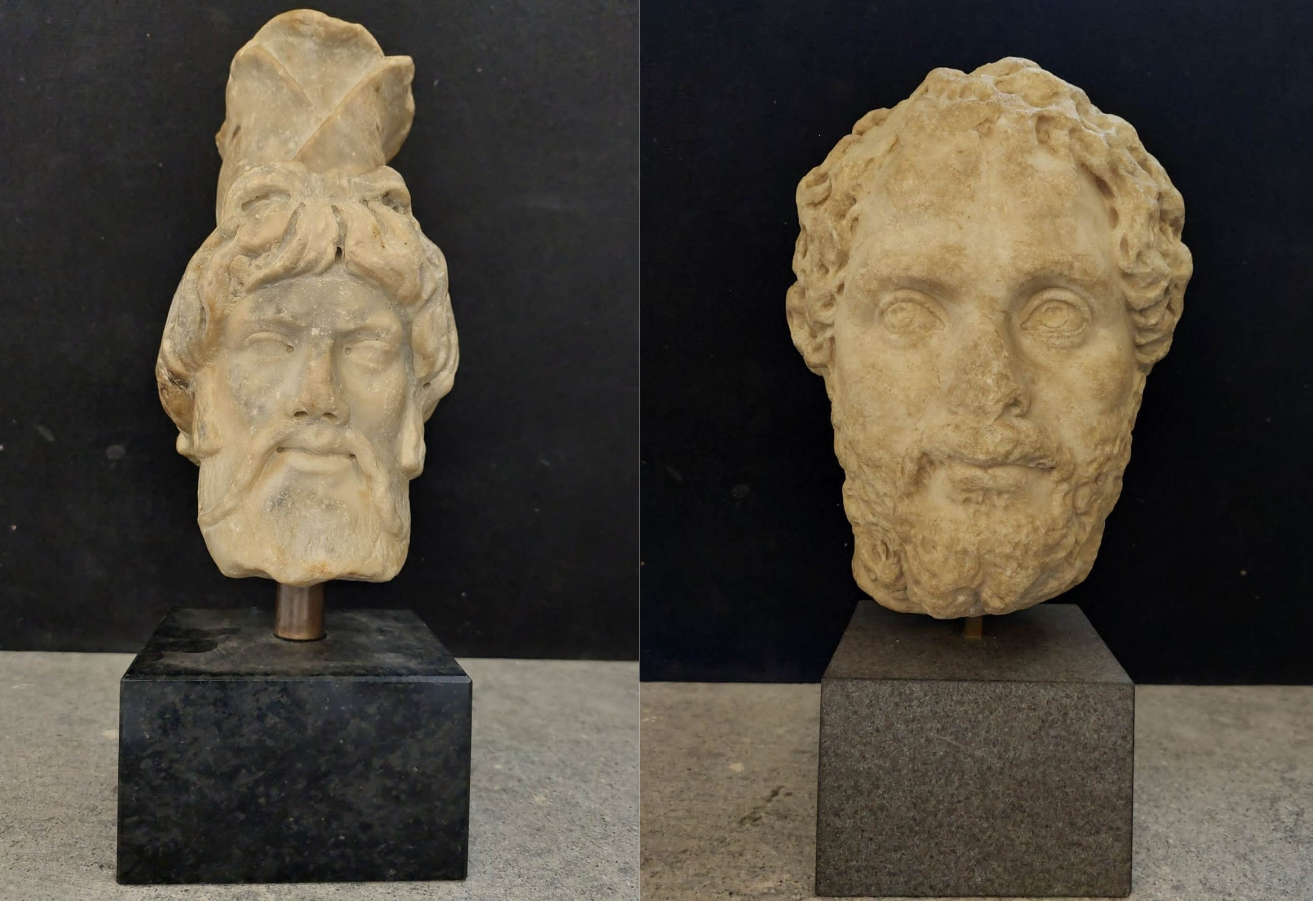
Statues de Dionysos et Septime Sévère.

Depuis 2022, le musée abrite également les restes de deux statues du IIe et IIIe siècles: deux têtes en marbre représentant l'empereur Septime Sévère du IIIe siècle et la divinité Dionysos du IIe siècle. Les deux découvertes sont importantes car elles sont le résultat d'une découverte à la suite d'une enquête menée par les Carabiniers et le Département des Opérations du Commandement de Protection du Patrimoine Culturel des Carabiniers, en collaboration avec la Section Informatique et coordonnée par le Parquet de Santa Maria Capua Vetere. En effet, ils ont fait l'objet d'un vol le 18 novembre 1985 et ont été volés à l'Antiquarium de l'Amphithéâtre de Campanie avec de nombreuses autres découvertes archéologiques de diverses natures et types, qui ont ensuite été récupérées dans des circonstances différentes, à l'exception de ces deux sculptures et une sculpture en marbre représentant la divinité Diane. À la suite d'une enquête, entre 2016 et 2019, leur vente illégale a été découverte lors de certaines enchères se déroulant à New York. Grâce à la collaboration avec les autorités américaines, il a été possible d'empêcher leur vente et finalement les deux œuvres ont été restituées au patrimoine archéologique de Saint-Marin, seule la localisation de la statue de « Diane » restant encore inconnue.